# ژان مارک نوبیلو
ژان مارک نوبیلو (انگلیسی: Jean-Marc Nobilo؛ زادهٔ ۲۷ ژوئیهٔ ۱۹۶۰) بازیکن فوتبال اهل فرانسه است.
از باشگاه‌هایی که در آن بازی کرده‌است می‌توان به باشگاه فوتبال اوسر اشاره کرد.